# Reed (Hertfordshire)
Reed – wieś w Anglii, w hrabstwie Hertfordshire, w dystrykcie North Hertfordshire. Leży 24 km na północ od miasta Hertford i 56 km na północ od centrum Londynu. Miejscowość liczy 273 mieszkańców.